# パウロ・エンリケ・カルネイロ・フィーリョ
パウロ・エンリケ（Paulo Henrique）ことパウロ・エンリケ・カルネイロ・フィーリョ（ポルトガル語: Paulo Henrique Carneiro Filho、1989年3月13日 - ）は、ブラジルの元サッカー選手。現役時代のポジションはFW。

## 経歴
アトレチコ・ミネイロでトップチームに昇格、2007年6月10日のカンピオナート・ブラジレイロ・セリエAのサンパウロFC戦で初出場、アウェーでの試合であったが1-0の勝利となった。 
2007年8月21日、2年延長オプションつきの3年契約でエールディヴィジのSCヘーレンフェーンに移籍。12月15日に行われたNACブレダ戦で初出場ながら2得点をあげ、アウェーでの5-1の快勝に貢献した。2009年2月にPSVアイントホーフェンから2得点をあげ、3-2での勝利に大きく貢献した。契約更新に際して対立したため、延長オプションも行使されず、2010年3月末を以て退団。
その直後、一時的にデスポルチーヴォ・ブラジルに移籍、そこから代理人を通じてトラフィック・グループと第三者所有契約を4年契約で締結した。そしてカンピオナート・ブラジレイロ・セリエAのSEパルメイラスに2011年12月31日までの仮契約でレンタル移籍したものの、2010年8月にベルギーのKVCウェステルローにレンタル移籍が決まり、ヨーロッパに復帰した。
2011年7月には400万ユーロの移籍金でトルコのトラブゾンスポルに完全移籍。年90万ユーロほどの4年契約を締結した。
2014年7月2日には400万ユーロの移籍金で中国サッカー・スーパーリーグの上海緑地申花足球倶楽部に移籍。2015年7月16日には同じくスーパーリーグに所属する遼寧宏運足球倶楽部に同年12月31日までの契約でレンタル移籍。
その後、上海緑地申花を退団、無所属となっていたが、2017年7月21日にトルコのアクヒサル・ベレディイェスポルに移籍した。

## タイトル

### クラブ
SCヘーレンフェーン
- KNVBカップ:2009

スポルチ・レシフェ
- カンピオナート・ペルナンブカーノ:2017

アクヒサル・ベレディイェスポル
- テュルキエ・クパス:2017-18